# Chernes rhodinus
Espèce
Chernes rhodinus est une espèce de pseudoscorpions de la famille des Chernetidae.

## Distribution
Cette espèce se rencontre en Grèce, en Turquie et en Israël.

## Description
La femelle holotype mesure 4 mm.

## Étymologie
Son nom d'espèce lui a été donné en référence au lieu de sa découverte, Rhodes.

## Publication originale
- Beier, 1966 : Über Pseudoskorpione der Insel Rhodos. Annalen des Naturhistorischen Museums in Wien, vol. 69, p. 161-167 (texte intégral).